# Alois Měchura
Alois Měchura (22. listopadu 1872 – 19. srpna 1934 Prostějov) byl český a československý politik a meziválečný senátor Národního shromáždění za Československou sociálně demokratickou stranu dělnickou.

## Biografie
Profesí byl úředníkem v Prostějově. Patřil mezi průkopníky družstevního hnutí na Hané.
V parlamentních volbách v roce 1920 získal za Československou sociálně demokratickou stranu dělnickou senátorské křeslo v Národním shromáždění. V senátu setrval do roku 1925.
Zemřel v srpnu 1934.